# Shaun Wright-Phillips
Shaun Cameron Wright-Phillips (født 25. oktober 1981 i Greenwich, London) er en engelsk tidligere fodboldspiller, der sidst spillede for Phoenix Rising FC i USA.

## Barndom
Shaun Wright-Phillips er adopteret søn af den tidligere engelske fodboldlandsholdsspiller Ian Wright og halvbror til Bradley Wright-Phillips, der ligeledes er fodboldspiller. Han voksede op i Brockley i Sydlondon og gik i folkeskole på Haberdashers' Aske's Hatcham College i New Cross Gate.

## Klubkarriere

### Manchester City
Shaun Wright-Phillips begyndte sin karriere hos Nottingham Forest F.C., hvorfra han i en alder af 15 skiftede til Manchester City. Han fik sin førsteholdsdebut i sæsonen 1999-2000 som indskifter i en League Cup-kamp mod Burnley F.C., hvor han byttede med Terry Cooke. Hans ligadebut kom to måneder senere på udebane mod Port Vale F.C. Som angriber var hans indskiftning medvirkende til, at hans hold bagud 0-1 vendte stillingen til en 2-1 sejr. Det var hans skud, der resulterede i det første Manchester City-mål, som Wright-Phillips forsøgt tage æren for, men det blev senere krediteret som et selvmål. Han figurerede derefter i startopstillingen i de følgende to kampe i stedet for Paul Dickov, der var skadet. Da Dickov blev klar igen, måtte Wright-Phillips vende tilbage til reserveholdet og fik kun yderligere en enkelt optræden på førsteholdet i den sæson.
Manchester City blev i den sæson toer i første division, hvilket resulterede i oprykning til Premier League. Wright-Phillips fik nu mere spilletid end i den foregående sæson, men han var stadig ikke fast mand på førsteholdet med tolv optrædener fra start og syv som indskifter på forskellige angrebspladser. Manchester Citys ophold i Premier League blev kun på én sæson,og nedrykningen betød, at manager Joe Royle blev erstattet af Kevin Keegan.
Under Keegan fik Wright-Phillips bidt sig fast på førsteholdet, ikke som angriber, men som wing-back. Keegan var kendt for at spille offensiv fodbold, og besluttede at bruge den angribsivrige Wright-Phillips i et traditionelt defensiv position på grund af hans mobilitet og dribleevne.
I perioden 2000-2003 blev Wright-Phillips fire gange i træk kåret som Manchester Citys bedste ungdomsspiller, hvorved han tog rekorden herfor fra Steve Kinsey, der var kåret tre gange.
Den 17. november 2004 var han blevet et af hovedofrene for racistiske tilråb fra tilskuerne ved en venskabslandskamp mellem England og Spanien i Madrid. Men han rystede oplevelserne herfra bort i sin næste Manchester-kamp ude mod Portsmouth F.C., idet han sagde til journalister efter kampen: "Jeg vil bare lade fodbolden tale."
Han har tilsvarende reaktioner med hensyn til sammenligninger med sin far, idet han i et interview med manchesteronline.co.uk har sagt: "Pressen nævnte min adoptivfars navn. De kender hans navn, og det er fint med mig – det følger med navnet, men jeg vil være mig selv. Jeg har valgt min egen vej og taget mine egne skridt."

### Chelsea
Skønt han tidligere havde sagt, at han ikke ville forlade Manchester City, skrev Wright-Phillips 17. juli 2005 under på en £ 21 millioner-aftale og fik en femårig kontrakt med Premier League-mestrene Chelsea, hvorved han vendte tilbage til sin fødeby London. Det var dog ikke umiddelbart en succes, idet han kun fik femten optrædener i startopstillingen for Chelsea i sæsonen 2005/06, hvor han kæmpede for at komme til at score nogle mål. På grund af den sløje første sæson med Chelsea blev han ikke udtaget til Englands trup til VM i Tyskland i 2006.
Hans første mål for Chelsea kom i en 2-0 UEFA Champions League-sejr over Levski Sofia den 5. december 2006, næsten 17 måneder efter hans klubskift. På trods af få førsteholdsoptrædener for klubben fastholdt Wright-Philips, at han var glad for at være i Chelsea og ønskede at blive og kæmpe for en plads på førsteholdet. Han fik et skulderklap fra sin daværende manager José Mourinho, da denne opgav at hente den spanske wing Joaquín Sánchez, fordi han havde nok muligheder i form af wings.
Som 2006/07 sæsonen skred frem, kom Wright-Phillips efterhånden i form og scorede sit første liga-mål mod West Ham, og det blev faktisk til to i denne kamp. Senere var han i startopstillingen i flere kampe mod slutningen af sæsonen, herunder FA Cup-finalen, som Chelsea vandt; dog blev Wright-Phillips skiftet ud i anden halvleg.
I begyndelsen af sæsonen 2007/08 holdt Wright-Phillips sin position som førstevalget til højre wing. Det gjaldt også, da José Mourinho forlod Chelsea og blev erstattet af Avram Grant. Wright-Philips spillede således også fra start i League Cup-finalen, som Chelsea dog tabte til Tottenham Hotspur. Grant droppede derpå Wright-Phillips i startopstillingen, og han fik kun en række indskiftninger, primært i ikke-vigtige kampe. Det endte med, at han ikke engang fik plads på bænken i UEFA Champions League-finalen dette år.

### Tilbage til Manchester City
Efter blot at have opnået 43 optrædener fra start måtte Wright-Phillips indse, at heller ikke den nye Chelsea-manager, Luiz Felipe Scolari ville bruge ham som fast mand. Den 28. august 2008 vendte han derpå tilbage til sin tidligere klub Manchester City på en fireårig kontrakt for et ukendt beløb, der menes at ligge omkring £ 8,5 millioner. Han fik trøjen med nummer 8 til 2008-09-sæsonen. I sin debutkamp i denne ombæring scorede Wright-Phillips to mål mod Sunderland A.F.C. i udesejren på 3-0 i Premier League. Wright-Phillips' tredje mål for Manchester City kom i en sejr på 6-0 over Portsmouth F.C. 21. september. Efter sin kedelige periode på Stamford Bridge lykkedes det Wright-Phillips på lidt over en måned efter sin tilbagevenden til City at score lige så mange mål som under hele opholdet hos Chelsea. Hans højrebensskud i anden halvleg mod Omonia Nicosia den 2. oktober 2008 var medvirkende til at hjælpe City til gruppespillet i UEFA Cuppen for første gang. Den 29. oktober 2008 Wright-Phillips bandede over Middlesbroughs manager Gareth Southgate i Manchester Citys 2-0 nederlag mod klubben. Gareth Southgate havde tilsyneladende beklaget sig over, at Shaun Wright-Phillips for nemt blev skadet i en duel med en Middlesbrough-spiller. FA gav efterfølgende Wright-Phillips en advarsel om at opføre sig ordentlig i fremtiden.

### Queens Park Rangers
Han flyttede i sommerpausen 2011 til Queens Park Rangers på en treårig kontrakt, og han fik sin debut 12. september samme år. Han spillede fire sæsoner i klubben.

### USA
Wright-Philips afsluttede sin karriere i USA, hvor han først spillede i 2015-2016 i New York Red Bulls, inden han sluttede med to år i Phoenix Rising FC.